# Elezioni parlamentari a Cipro del 2021
Le elezioni parlamentari a Cipro del 2021 si sono tenute il 30 maggio per il rinnovo degli 80 seggi della Camera dei rappresentanti. 

## Sistema elettorale
Gli 80 membri della Camera dei Rappresentanti sono eletti in sei circoscrizioni plurinominali, il cui numero di seggi è assegnato in base alla popolazione di ciascuna area. Degli 80, 56 sono eletti dai greco-ciprioti e 24 dai turco-ciprioti. Tuttavia, dal 1964, i seggi turco-ciprioti non sono riempiti e la Camera dei rappresentanti ha di fatto 56 seggi dal suo allargamento negli anni '80. Ogni circoscrizione corrisponde ai sei distretti di Cipro.
Le elezioni si svolgono utilizzando una rappresentanza proporzionale a liste aperte; gli elettori votano per un partito e possono quindi esprimere un voto preferenziale per un candidato nella lista del loro partito per ogni quattro seggi disponibili nella loro circoscrizione (i leader di partito o altri candidati che guidano le coalizioni non sono tenuti a ricevere voti preferenziali per essere eletti). 
I seggi sono poi assegnati utilizzando la quota Hare, mentre tutti i seggi rimanenti sono assegnati a liste che hanno vinto almeno un seggio o partiti che hanno ricevuto almeno il 3,6% dei voti. L'attuale assegnazione dei seggi per le elezioni del 2021 è stata la seguente:
| Distretti | Seggi |
| --------- | ----- |
| Nicosia   | 20    |
| Limassol  | 12    |
| Famagosta | 11    |
| Larnaca   | 6     |
| Paphos    | 4     |
| Kyrenia   | 3     |

## Risultati
| Liste                                                           | Voti    | %     | Seggi |
| --------------------------------------------------------------- | ------- | ----- | ----- |
| Raggruppamento Democratico                                      | 99 328  | 27,77 | 17    |
| Partito Progressista dei Lavoratori                             | 79 913  | 22,34 | 15    |
| Partito Democratico                                             | 40 395  | 11,29 | 9     |
| Fronte Popolare Nazionale                                       | 24 255  | 6,78  | 4     |
| Movimento dei Socialdemocratici - EDEK - Alleanza dei Cittadini | 24 022  | 6,72  | 4     |
| Fronte Democratico                                              | 21 832  | 6,10  | 4     |
| Movimento degli Ecologisti - Cooperazione dei Cittadini         | 15 762  | 4,41  | 3     |
| Cittadini Attivi - Movimento dei Cacciatori Ciprioti Uniti      | 11 712  | 3,27  | –     |
| Cambio Generazionale                                            | 10 095  | 2,82  | –     |
| Movimento Solidarietà                                           | 8 254   | 2,31  | –     |
| Famagosta per Cipro                                             | 5 596   | 1,56  | –     |
| Risveglio 2020                                                  | 4 839   | 1,35  | –     |
| Respiro del Popolo                                              | 4 585   | 1,28  | –     |
| Partito per gli Animali di Cipro                                | 3 593   | 1,00  | –     |
| Coalizione Patriottica                                          | 376     | 0,11  | –     |
| Candidati individuali                                           | 3 155   | 0,88  | –     |
| Totale                                                          | 357 712 | 100   | 56    |

De iure:
| Riepilogo dei seggi (+/- elezioni 2016) | Riepilogo dei seggi (+/- elezioni 2016) | Riepilogo dei seggi (+/- elezioni 2016) | Riepilogo dei seggi (+/- elezioni 2016) | Riepilogo dei seggi (+/- elezioni 2016) | Riepilogo dei seggi (+/- elezioni 2016) | Riepilogo dei seggi (+/- elezioni 2016) |
| --------------------------------------- | --------------------------------------- | --------------------------------------- | --------------------------------------- | --------------------------------------- | --------------------------------------- | --------------------------------------- |
|                                         |                                         |                                         |                                         |                                         |                                         |                                         |
| AKEL                                    | 15                                      |                                         |                                         | KO-SP                                   | 3                                       |                                         |
| EDEK-SP                                 | 4                                       |                                         |                                         | DIKO                                    | 9                                       |                                         |
| DP                                      | 4                                       |                                         |                                         | DISY                                    | 17                                      |                                         |
| ELAM                                    | 4                                       |                                         |                                         | VAC                                     | 24                                      |                                         |

De facto:
| Riepilogo dei seggi (+/- elezioni 2016) | Riepilogo dei seggi (+/- elezioni 2016) | Riepilogo dei seggi (+/- elezioni 2016) | Riepilogo dei seggi (+/- elezioni 2016) | Riepilogo dei seggi (+/- elezioni 2016) | Riepilogo dei seggi (+/- elezioni 2016) | Riepilogo dei seggi (+/- elezioni 2016) |
| --------------------------------------- | --------------------------------------- | --------------------------------------- | --------------------------------------- | --------------------------------------- | --------------------------------------- | --------------------------------------- |
|                                         |                                         |                                         |                                         |                                         |                                         |                                         |
| AKEL                                    | 15                                      |                                         |                                         | KO-SP                                   | 3                                       |                                         |
| EDEK-SP                                 | 4                                       |                                         |                                         | DIKO                                    | 9                                       |                                         |
| DP                                      | 4                                       |                                         |                                         | DISY                                    | 17                                      |                                         |
| ELAM                                    | 4                                       |                                         |                                         |                                         |                                         |                                         |